# Marie Fayolle
Pour les articles homonymes, voir Fayolle.
Marie Fayolle, née le 31 mars 1990 au Puy-en-Velay, est une tireuse sportive française.
Elle remporte la médaille d'argent par équipe aux Championnats d'Europe de 2013 en carabine à trois positions avec Laurence Brize et Émilie Évesque.